# Lindbergocapsus
Lindbergocapsus is een geslacht van wantsen uit de familie van de Miridae (blindwantsen). Het geslacht werd voor het eerst wetenschappelijk beschreven door Eduard Wagner in 1960.

## Soorten
Het genus bevat de volgende soorten:

- Lindbergocapsus ainsliei (Knight, 1928)
- Lindbergocapsus allii (Knight, 1923)
- Lindbergocapsus cepulus (Henry, 1982)
- Lindbergocapsus geminatus (Johnston, 1930)
- Lindbergocapsus idahoensis (Knight, 1968)
- Lindbergocapsus planifrons (Knight, 1928)